# Голдфінгер (фільм)
«Голдфінгер» (англ. Goldfinger) — 3-й фільм про британського агента Джеймса Бонда. Екранізація однойменного роману Яна Флемінга. Режисером фільму виступив Гай Гамільтон, а Шон Коннері знову зіграв агента 007.
«Голдфінгер» вважається еталонним фільмом про Джеймса Бонда, який вплинув на подальші стрічки про британського агента, а також привніс велику кількість культових елементів у світову поп-культуру.

## Сюжет
У пролозі фільму агент британської спецслужби МІ-6 Джеймс Бонд виконує просте завдання: підірвати майно лиходіїв, які фінансують революції. Для цього Бонд проникає на завод, закладає пластид, а потім знімає водолазний костюм, під яким виявляється бальний одяг. Прибувши до ресторану в такому вигляді, агент не викликає підозр, а згодом вирушає в Маямі.
Джеймс Бонд зустрічається в елітному готелі Маямі з агентом ЦРУ Феліксом Лайтером. Лайтер розповідає про британського багатія, схибленого на золоті, який відпочиває в цьому готелі — про Ауріка Голдфінгера, й просить Бонда простежити за ним. Голдфінгер за допомоги своєї помічниці Джілл обманом обігрує в карти свого суперника. Але Бонд викриває обман — Голдфінгер слухає в навушнику підказки від своєї коханки Джілл, що бачить карти суперника з балкона. Агент змушує Голдфінгера грати чесно, в результаті чого той програє.
Того ж вечора в номері готелю хтось б'є Бонда ззаду по голові. Прокинувшись під ранок, він виявляє Джілл мертвою. Її тіло вкрите суцільним шаром золотої фарби. Пізніше, в Лондоні, у штаб-квартирі МІ-6 «М» пояснює 007, що спецслужби підозрюють Голдфінгера в контрабанді золота. Завдяки різниці цін на цей метал у різних країнах, Голдфінгер отримує постійні прибутки.
Бонд грає з Голдфінгером у гольф у клубі самого ж багатія в Лондоні і викриває ще один його обман — той підмінює загублений м'яч таким самим. Агент користується цим, щоб довести свою перемогу. Потім 007 відправляється слідом за Голдфінгером до Швейцарії, на металургійний завод мільйонера.
Там Бонд і дізнається про те, як Голдфінгеру вдається провозити велику кількість золота через кордон — той продає авто, покриті золотою фарбою. Продовжуючи стежити за мільйонером, Джеймс зустрічає сестру вбитої Голдфінгером Джілл, Тіллі, яка намагається застрелити Ауріка, але їх двох помічають і починається гонитва, в результаті якої слуга Ауріка — Одджоб — убиває Тіллі, а Бонда ловлять. Спочатку Голдфінгер хоче вбити Бонда промисловим лазером, але потім вирішує зберегти йому життя, щоб не викликати підозр. Голдфінгер перевозить 007 до США в літаку з пілотом Голдфінгера Пуссі Галор. У США Бонд дізнається про підступний план багатія: той планує увірватися до найбільшого банку у світі — Форт-Ноксу — і підірвати там «брудну» атомну бомбу, тим самим зробивши всі золоті злитки радіоактивними й недоступними для використання. Таким чином він у багато разів збільшить вартість власного золота.
Для здійснення задуму кілька учениць Пуссі Галор на літаках повинні розпорошити над Форт-Ноксом отруту і вбити всю численну охорону. Але в останню мить Пуссі Галор зраджує Голдфінгера: вона дзвонить в МІ-6 і розповівши про його плани «М», замінює отруйний газ на снодійний. Коли люди Голдфінгера входять до банку, охорона розпочинає з ними стрілянину. Бонда прив'язують до атомної бомби з запущеним таймером. Усередині сховища Бонд б'ється з Одджобом і вбиває його, після чого зупиняє бомбу. Голдфінгеру вдається втекти. Він проникає на літак, на якому летять Пуссі та Джеймс, і намагається вбити їх. Та Бонд стріляє в ілюмінатор і Ауріка висмоктує з літака. За кілька секунд літак падає в море, але агент з Пуссі рятуються завдяки парашуту.

## В ролях
- Шон Коннері — Джеймс Бонд
- Онор Блекман — Пуссі Ґалор
- Герт Фребе — Аурік Голдфінгер
- Ширлі Ітон — Джилл Мастерсон
- Таня Мале — Тіллі Мастерсон
- Гарольд Саката — Одджоб
- Бернард Лі — M
- Сек Ліндер — Фелікс Лайтер
- Лоїс Максвелл — Міс Маніпенні
- Десмонд Ллевелін — Q

## Цікаві факти
- Це єдиний фільм бондіани з Шоном Коннері, де Джеймс Бонд не протистоїть організації СПЕКТР.
- Міф про те, що людина, чиє тіло покрите золотою фарбою, помре від задухи, був двічі розвіяний «Руйнівниками міфів».
- Стрічку спарадіювали у фільмі «Остін Паверс: Ґолдмембер».
- У 22-ий стрічці про Джеймса Бонда «Квант милосердя», цитюучи «Голдфінгера», агента Строберрі Філдс вбивають схожим, зі способом вбивства Джілл Мастерсон, чином. Бонд та агенти MI6 знаходять тіло агента Філдс вкритим нафтою.
- У однойменному романі Яна Флемінга, Аурік Голдфінгер дійсно планував пограбувати Форт-Нокс, а не підірвати там «брудний» ядерний заряд.
- Також, у романі прямо вказується на гомосексуальну орієнтацію Пуссі Галор, в той час як у фільмі на це є лише обережні натяки.